# Eckhard Preuß
Eckhard F. Preuß (* 7. Juli 1961 in Minden, Nordrhein-Westfalen) ist ein deutscher Schauspieler, Regisseur und Autor.

## Leben
Preuß’ Familie führt die ostwestfälische Supermarktkette WEZ, sein Bruder ist der Geschäftsführer des Unternehmens. Nach drei Jahren Schauspielunterricht begann Preuß seine Karriere am Münchner Pathos Transport Theater, was dem ehemaligen Leistungssportler schnell zu zahlreichen Engagements an weiteren renommierten Bühnen und zu seiner ersten Filmrolle verhalf. Seinem Spielfilmdebüt folgten zahlreiche Film- und Fernsehproduktionen.
Einem breiten Publikum wurde er bekannt durch die Rolle des „Uwe Baumann“ in der ARD-Vorabendserie Marienhof, die er von Oktober 1992 bis Januar 1995 verkörperte.
1997 wurde der Kurzfilm Pas de deux von Matthias Lehmann, in dem Preuß die Rolle des „Lehmi“ übernahm, mehrfach ausgezeichnet. Er erhielt den 1. Preis beim Exground Festival Wiesbaden, den Publikumspreis beim Internationalen Filmfest Dresden sowie den 1. Preis beim FilmKunstFest Schwerin. Später schrieb Preuß zusammen mit Matthias Lehmann das Drehbuch zum Kinofilm Doppelpack, der Fortsetzung von Pas de deux.
Er wohnt im Glockenbachviertel in München.

## Filmografie

### Darstellung
- 1989: Hear On To Howling, Hermann
- 1990: Eine Frau namens Harry
- 1991: Freispiel
- 1992–1995: Marienhof
- 1994: Weihnachtsfest mit Hindernissen
- 1995: Balko
- 1995: Die Kommissarin
- 1996: Eldorado
- 1997: Die Rote Waschmaschine
- 1997: Ein Fall für zwei
- 1997: Ich schneide schneller
- 1997: Mafia, Pizza, Razzia
- 1997: SOKO 5113
- 1997: Still Movin
- 1998: Balko (Episodenrolle)
- 1998: Cascadeur – Die Jagd nach dem Bernsteinzimmer
- 1998: Die Bubi-Scholz-Story
- 1998: Pas de deux
- 1999: Antrag vom Ex
- 1999: Der Bunker – Eine todsichere Falle
- 1999: Halbdrei
- 1999: Musical Man
- 1999: Ukulele Blues
- 2000: Auf die Frauen, die Kunst und das, was wir lieben!
- 2000: DoppelPack
- 2000: Ein Fall für zwei (Episodenrolle)
- 2000: Utta Danella – Der schwarze Spiegel
- 2001: Denninger – Der Mann mit den zwei Gesichtern
- 2001: Denninger – Der Tod des Paparazzo
- 2001: I Hired A Contract Killer
- 2002: Denninger – Der Mallorcakrimi
- 2002: Mit Herz und Handschellen
- 2002: Tatort: Lastrumer Mischung
- 2003: Vier Küsse und eine E-Mail
- 2004: Aus der Tiefe des Raumes – … mitten ins Netz!
- 2004: Die Verbrechen des Professor Capellari
- 2004: Ein Fall für zwei
- 2005: Damals warst Du still
- 2005: SOKO 5113
- 2006: Alles außer Sex
- 2006: Die Wolke
- 2006: M.E.T.R.O. – Ein Team auf Leben und Tod (2 Episodenrollen)
- 2006: Vier Meerjungfrauen II – Liebe à la carte
- 2006: Wo ist Fred?
- 2007: Alarm für Cobra 11 – Die Autobahnpolizei – Familiensache
- 2007: SOKO Kitzbühel
- 2007: SOKO Köln (Episodenrolle)
- 2008: Was wenn der Tod uns scheidet?
- 2008: Polizeiruf 110: Wie ist die Welt so stille
- 2009: Hanna und die Bankräuber (Fernsehfilm)
- 2010: Liebe und andere Delikatessen
- 2010: SOKO Donau
- 2010: Pfarrer Braun (Fernsehserie, Folge Kur mit Schatten)
- 2011: Das Beste draus machen (Kurzfilm)
- 2011: Gottes mächtige Dienerin
- 2011: Ten (Kurzfilm)
- 2012: Bei Hitze ist es wenigstens nicht kalt
- 2012: Polizeiruf 110: Raubvögel
- 2012: Schlaflos in Schwabing
- 2013: Danni Lowinski
- 2014: Bocksprünge
- 2016: Der Bergdoktor – Ein letztes Lied
- 2016: Unter anderen Umständen – Tod eines Stalkers
- 2017: Polizeiruf 110 – Dünnes Eis
- 2017: In aller Freundschaft (Episodenrolle)
- 2017: Whatever Happens
- 2021: Plan A
- 2021: Marie fängt Feuer – Helden des Alltags
- 2021: In aller Freundschaft – Die jungen Ärzte (Fernsehserie, Folge Zusammenhalt)
- 2022: München Mord: Schwarze Rosen (Fernsehreihe)
- 2023: Daheim in den Bergen – Alte Pfade – Neue Wege (Fernsehreihe)
- 2023: Rosamunde Pilcher: Schlagzeile Liebe (Fernsehreihe)

### Drehbuch
- 2000: DoppelPack
- 2004: Aus der Tiefe des Raumes – … mitten ins Netz!
- 2011: Das Beste draus machen
- 2014: Bocksprünge